# Stefano Mei
Stefano Mei (ur. 3 lutego 1963 w La Spezia) – włoski lekkoatleta, średnio- i długodystansowiec, mistrz Europy.
Rozpoczął karierę międzynarodową od zajęcia 4. miejsca w biegu na 3000 metrów na mistrzostwach Europy juniorów w 1981 w Utrechcie. Zdobył brązowy medal w biegu juniorów na mistrzostwach świata w biegach przełajowych w 1982 w Rzymie. Odpadł w eliminacjach biegu na 1500 metrów na mistrzostwach Europy w 1982 w Atenach. Na mistrzostwach świata w 1983 w Helsinkach i na igrzyskach olimpijskich w 1984 w Los Angeles odpadał w półfinale tej konkurencji.
Od 1985 specjalizował się w bieganiu na dłuższych dystansach. Zajął 9. miejsce w biegu na 3000 metrów na światowych igrzyskach halowych w 1985 w Paryżu i 7. miejsce w biegu na 1500 metrów na halowych mistrzostwach Europy w 1985 w Pireusie. Zajął 3. miejsce w biegu na 1500 metrów w finale A pucharu Europy w 1985 w Moskwie. Zwyciężył w biegu na 5000 metrów na uniwersjadzie w 1985 w Kobe. Na halowych mistrzostwach Europy w 1986 w Madrycie zdobył srebrny medal w biegu na 3000 metrów, przegrywając jedynie Dietmarem Millonigiem z Austrii, a wyprzedzając João Camposa z Portugalii.
Na mistrzostwach Europy w 1986 w Stuttgarcie bieg na 10 000 m okazał się triumfem Włochów, którzy w komplecie stanęli na podium: Stefano Mei zdobył złoty medal, Alberto Cova srebrny, a Salvatore Antibo brązowy. W biegu na 5000 metrów Mei zdobył srebrny medal za reprezentantem Wielkiej Brytanii Jackiem Bucknerem, a przed innym Brytyjczykiem Timem Hutchingsem. 
Na igrzyskach olimpijskich w 1988 w Seulu Mei zajął 7. miejsce w biegu na 5000 metrów. Ponownie zdobył tytuł mistrzowski na tym dystansie na uniwersjadzie w 1989 w Duisburgu. Na mistrzostwach Europy w 1990 w Splicie zdobył brązowy medal w biegu na 10 000 metrów, a w biegu na 5000 metrów zajął 7. miejsce (na obu dystansach zwyciężył Salvatore Antibo). Awansował do finału biegu na 5000 metrów na mistrzostwach świata w 1991 w Tokio, lecz go nie ukończył. Zajął 7. miejsce w biegu na 3000 metrów na halowych mistrzostwach Europy w 1992 w Genui.
Był mistrzem Włoch w biegu na 1500 metrów w 1985, w biegu na 5000 metrów w 1984, 1986, 1989 i 1991 oraz w sztafecie 4 ×1500 metrów w 1983. W hali był mistrzem swego kraju w biegu na 3000 metrów w 1985, 1986 i 1989.
Był rekordzistą Włoch w biegu na 1500 metrów z czasem 3:34,57, uzyskanym 7 września 1986 w Rieti.

## Rekordy życiowe
Stefano Mei miał następujące rekordy życiowe:
- bieg na 1000 metrów – 2:20,04 (30 lipca 1984, San Diego)
- bieg na 1500 metrów – 3:34,57 (7 września 1986, Rieti)
- bieg na milę – 3:55,96 (1 września 1983, Rzym)
- bieg na 3000 metrów – 7:42,85 (15 lipca 1986, Nicea)
- bieg na 5000 metrów – 13:11,57 (31 sierpnia 1986, Stuttgart)
- bieg na 10 000 metrów – 27:39,47 (5 lipca 1986, Oslo)